# II. Johanna navarrai királynő
II. Johanna (Conflans-Sainte-Honorine, 1311. január 28. – Franciaország, 1349. október 6.) navarrai királynő a Capeting dinasztiából származott, I. Lajos (1289–1316) navarrai királynak, aki X. Lajos néven volt francia király, az első házasságából származó lánya, I. Johanna navarrai királynő és IV. (Szép) Fülöp francia király (I. Fülöp navarrai király) unokája.

## Élete
II. Johanna rögös úton került a Navarrai Királyság trónjára. Születését beárnyékolta az a tény, hogy édesanyját, Burgundiai (avagy Burgundi) Margitot (1290 – 1315), akit valószínűleg meggyilkoltak, házasságtörés miatt börtönbe zártak, és emiatt egy ideig kétségbe vonták Johanna származásának törvényességét. II. Johanna életében 1328-ban következett be döntő változás. Ebben az évben a Capeting-dinasztia főága kihalt, Franciaország koronája a Capetingek oldalágának, a Valois-háznak a birtokába került, és a királyság Nagytanácsa úgy döntött, hogy a Navarrai Királyság Johanna törvényes öröksége. A Capeting-ház férfiágának kihalása miatt a Navarrai Királyság székhelyén, Pamplonában működő rendi gyűlés, a Cortes is úgy határozott, hogy Johannát és férjét, Fülöpöt (1301–1343), Évreux grófját kérik fel Navarra uralkodóinak. Így lett Johanna II. Johanna néven navarrai királynő (1328–1349), a férje pedig III. Fülöp néven navarrai király (1328–1343), ő az első navarrai uralkodó az Évreux-házból. (III. Fülöp II. Johanna távolabbi rokona, szintén a Capeting-dinasztiából származott, apja, Lajos, Évreux grófja, IV. (Szép) Fülöp király féltestvére, III. (Merész) Fülöp király fia volt.)
II. Johanna és III. Fülöp trónra lépésével Navarra uralkodójának személye elvált Franciaország uralkodójának személyétől. A királyi pár óriási energiával látott neki a hosszabb időn keresztül kormányzók (helytartók) útján irányított királyság újjászervezésének, az államszervezetet korszerűsítették, és kiegyensúlyozott kapcsolatokra törekedtek a Navarrára fenekedő két hatalmas szomszéddal, Kasztíliával és Aragóniával. Ennek jegyében III. Fülöp részt vett Kasztília oldalán egy mórok elleni hadjáratban, amelynek során halálos sebet kapott (1343). Ettől kezdve a haláláig (1349) II. Johanna egyedül uralkodott, amíg egy franciaországi útján, az ekkor dúló nagy európai pestisjárvány miatt kapott megbetegedésben meghalt.
II. Johanna utóda a fia, Károly (1332–1387) lett, II. (Gonosz, Rossz) Károly (1349–1387) navarrai király.